# Lusigny
 Lusigny  là một xã ở tỉnh Allier thuộc miền trung nước Pháp.